# UNL-35
La UNL-35, nota anche come Auto blindado Tipo ZIS o Ford Tipo 85, è stata un'autoblinda progettata e costruita durante la guerra civile spagnola. Fu impiegata principalmente dall'Ejército Popular de la República (EPR), ma anche dal Cuerpo de Seguridad Interior repubblicano. Durante il corso del conflitto alcune unità catturate furono impiegate dal Bando nacional.
Durante la fasi del ripiegamento delle forze armate repubblicane dalla catalogna verso il confine con la Francia, alcune di esse oltrepassarono il confine venendo confiscate, e in seguito assegnate all'Armée de terre che le impiegò durante le concitate fasi della battaglia di Francia del giugno 1940.  Qualche esemplare, catturato dai tedeschi, venne impiegato durante l'operazione Barbarossa, tra il giugno e il dicembre 1941. Viene considerato il migliore veicolo autoblindato impiegato nel corso della guerra civile.

## Storia del progetto
Verso la fine del 1936, dopo lo scoppio della guerra civile spagnola, il Consejo Superior de la Guerra creò il CAM (Comisaría da Armamento y Municiones) nel tentativo di razionalizzare e potenziare la produzione bellica. l'ufficio tecnico della fabbrica Unión Naval de Levante (UNL), sotto la direzione dell'ingegnere sovietico colonnello Nicolai N. Alymov, che si avvalse della collaborazione di alcuni tecnici spagnoli, progettò un nuovo modello di autoblindo. Essa fu parzialmente derivata dalla BA-20 che stava allora entrando in servizio nell'Armata Rossa.
Noto inizialmente come Prodotto N. 35, per la sua realizzazione si utilizzarono piastre di acciaio dello spessore di 8 mm, fabbricate a Sagunto dalla Compañía Siderúrgica del Mediterráneo (Altos Hornos del Mediterráneo) sotto la supervisione di un altro ingegnere sovietico, Adrian Vorobyov. La produzione iniziò nella Fabbrica N.22 di Valencia iniziò nel maggio del 1937, ad un ritmo di cinque macchine al mese, con le prime consegne nel maggio dello stesso anno. La produzione venne successivamente trasferita a Elda e a Petrer (provincia di Alicante) nel corso del 1938, sotto l'avanzare delle truppe nazionaliste.
Pur non avendo ancora del tutto completato il trasferimento nelle nuove sedi, verso la fine del 1938 la fabbrica Amat impiegava 1.200 operai. La produzione continuò fino al 1939, quando la guerra ebbe termine, raggiungendo i 120 esemplari, suddivisi in otto serie costruttive, che presentavano tra di loro alcune differenze. In particolare, dopo la produzione delle prime unità, fu modificata la protezione del radiatore dell'acqua di raffreddamento.

## Descrizione tecnica
Per la costruzione della prima serie fu utilizzato il telaio del camion da 3 t ZIS-5, realizzato in URSS a partire dal 1933, dotato di passo accorciato a 2,54 m saldato elettricamente. 
Le piastre della corazzatura dello spessore di 8–10 cm, realizzate in acciaio ad alto contenuto di cromo e nichel per conferire loro un'alta resistenza, erano parzialmente saldate e rivettate.  L'inclinazione a V delle piastre inferiori conferivano al veicolo una notevole protezione contro mine e munizioni anticarro. In seguito il telaio ZIS fu sostituito dal quello dell'autocarro Ford 85.
L'armamento era composto da due mitragliatrici Maxim M.1910, installate sui primi 16 veicoli, e poi su 2 DP-28, entrambe utilizzanti munizionamento in calibro 7,62 × 54 mm R, una posta nella parte anteriore accanto al conducente e un'altra nella torretta superiore. L'equipaggio era formato da 3 persone, autista e capocarro, posizionati nella parte inferiore anteriore, e un mitragliere nella torretta.

## Impiego operativo
Le autoblindo UNL-35 furono usate su tutti i fronti della guerra tranne nel Nord. Le prime azioni delle UNL-35 avvennero a Barcellona durante le giornate di maggio del 1937,  quando due diverse anime del fronte repubblicano, quella marxista di osservanza moscovita e quella filo-trotzkista del POUM e i miliziani anarchici, si affrontarono in violenti scontri armati, sostenendo la Guardia de Asalto che arrivò a Barcellona da Valencia. In forza Ejércitos de Levante y del Sur, e alla 2. División de Ingenieros Blindados, parteciparono poi alla battaglia di Brunete, e si distinsero successivamente nell'offensiva di Segovia, nella battaglia di Belchite, e in quella di Teruel combattendo fino alla fine del conflitto. Alcune UNL-35 catturate,  vennero utilizzate dall'esercito nazionalista, inquadrate nella Agrupación de Carros de Combate del Sur, insieme a qualche Chevrolet AAC-1937. Dopo la fine della guerra l'Ejército de Tierra spagnolo immise in servizio le autoblindo sopravvissute, utilizzandole fino al 1957. Esse furono assegnate ai Grupos de Exploración e ai reggimenti dell'Arma de Caballería.
Circa 22 unità attraversarono il confine con la Francia durante le fasi della battaglia di Catalogna. Essi furono sequestrati e consegnati al Ministro delle Colonie, Georges Mandel, nell'aprile del 1939, insieme ad alcune AAC-37. Dopo l'inizio della seconda guerra mondiale queste autoblindo furono immesse in servizio nell'Armée de terre, assegnate alle unità di cavalleria, che le impiegò contro i tedeschi nel giugno 1940, durante le disperate fasi della battaglia di Francia. Alcune di esse vennero catturate dai tedeschi, e successivamente inviate sul fronte orientale all'inizio dell'operazione Barbarossa, andando totalmente perse nei combattimenti per la conquista della città di Mosca.

## Paesi utilizzatori
Spagna repubblicana
- Ejército Popular de la República
- Cuerpo de Seguridad Interior

 Spagna nazionalista
- Bando nacional

 Spagna
- Ejército de Tierra

 Francia
- Armée de terre

 Germania
- Heer

## Esemplari attualmente esistenti
Ne esiste un solo esemplare, che è in realtà una replica realizzata al costo di 16.000 euro, ed attualmente esposto al Museo de Medios Acorazados della caserma di El Goloso di Madrid.

### Annotazioni
1. ↑  Questa fabbrica dipendeva dal Sottosegretariato per il Munizionamento e gli Armamenti del Ministero della difesa, che aveva sostituito il CAM dopo la riforma della produzione.
2. ↑  La fabbrica di Valencia era anche entrata nel raggio d'azione dei bombardieri dell'Aviazione Legionaria di stanza a Palma di Majorca.

### Fonti
1. 1 2 3  Manrique, Molina 2006, p. 304.
2. ↑  Togores 2016, p. 264.
3. 1 2 3 4 5 6 7 8 9  Tanks Encyclopedia.
4. 1 2 3 4 5 6 7  Sbhac.
5. 1 2 3 4  Defensa.
6. 1 2 3 4 5 6  Panzernet.